# Willy Diméglio
Willy Diméglio (3 de maio de 1934 - 27 de março de 2020) foi um político francês.

## Biografia
Diméglio foi derrotado por Georges Frêche nas eleições municipais de Montpellier em 1989.
Ele foi nomeado Cavaleiro da Legião de Honra em 1998.